# Tamba mindoro
Tamba mindoro là một loài bướm đêm trong họ Noctuidae.